# Драцкий, Николай Григорьевич
Николай Григорьевич Драцкий (1 июня 1930, деревня Гавриловка, ныне Фёдоровского района Республики Башкортостан — 19 мая 1982, Альметьевск) — буровой мастер конторы бурения № 1 треста «Альметьевбурнефть» объединения «Татнефть», Герой Социалистического Труда (1966).

## Биография

### Образование
- Ишимбайский нефтяной техникум

### Трудовая деятельность
С 1950 года бригадир буровиков треста «Бавлынефть», с 1953-го в тресте «Татбурнефть», с 1961 года — буровой мастер конторы бурения № 1 треста «Альметьевскбурнефть» в Татарской АССР.

С 1972 года буровой мастер Мегионского управления буровых работ производственного объединения «Главтюменнефтегаз» в Тюменской области, с 1974 года — начальник буровой Мангышлакского управления буровых работ производственного объединения «Мангышлакнефть» в Казахской ССР.
В 1975 году вернулся в Татарию, работал буровым мастером Альметьевского управления буровых работ производственного объединения «Татнефть».
Жил в городе Альметьевске.

## Награды
- Указом Президиума Верховного Совета СССР от 6 января 1966 года за выдающиеся успехи в совершенствовании технологии и организации буровых работ, достижение высоких показателей в бурении нефтяных скважин и умелое руководство бригадой Драцкому Николаю Григорьевичу присвоено звание Героя Социалистического Труда с вручением ордена Ленина и золотой медали «Серп и Молот».
- Также награждён медалями.